# 1309 w literaturze
Wydarzenia literackie w 1309 roku.

## Nowe utwory
- obcojęzyczne
  - Dante Alighieri – Biesiada
  - Jean de Joinville – Żywot Ludwika Świętego[1]